# Thành tố điều khiển đồ họa
Trong giao diện người dùng bằng đồ hoạ (GUI), thành tố điều khiển đồ họa (tiếng Anhː graphical widget, viết gọn là widget, còn được gọi là control) là một thành phần dùng để tương tác, chẳng hạn như một nút bấm hay thanh cuộn. Thành tố điều khiển là các thành phần phần mềm mà một người dùng máy tính tương tác với nó thông qua sự thao tác trực tiếp.để đọc và sửa thông tin về một ứng dụng. Các thư viện giao diện đồ hoạ chẳng hạn như Windows Presentation Foundation, GTK và Cocoa đều chứa tập hợp các thành tố điều khiển và logic (luận lý) đẻ kết xuất chúng.